# Robert S. Baker
Pour les articles homonymes, voir Baker.
Robert S. Baker est un producteur, réalisateur et directeur photo britannique né le 17 octobre 1916 et mort le 30 septembre 2009. Il est le créateur des séries Le Saint et Amicalement vôtre.

## Filmographie

### Producteur

#### Cinéma
- 1948 : Date with a Dream
- 1949 : Melody Club
- 1950 : Blackout
- 1950 : No Trace
- 1951 : The Quiet Woman
- 1952 : The Frightened Man
- 1952 : 13 East Street
- 1952 : The Lost Hours
- 1952 : The Voice of Merrill
- 1953 : Black Orchid
- 1953 : Deadly Nightshade
- 1953 : The Steel Key
- 1953 : Le crime ne paie pas (Recoil)
- 1953 : Escape by Night
- 1953 : A trois pas de la potence (Three Steps to the Gallows)
- 1953 : Love in Pawn
- 1954 : Impulse
- 1954 : Double Exposure
- 1954 : The Embezzler
- 1954 : Delayed Action
- 1955 : The Gilded Cage
- 1955 : Barbados Quest
- 1955 : Reluctant Bride
- 1955 : Vingt-deux long rifle (Tiger by the Tail)
- 1955 : No Smoking
- 1955 : Windfall
- 1956 : Breakaway
- 1956 : Bond of Fear
- 1956 : L'ennemi invisible (Passport to Treason)
- 1957 : High Terrace (en)
- 1957 : Stranger in Town
- 1957 : Professor Tim
- 1958 : Blind Spot
- 1958 : Le Sang du vampire (Blood of the Vampire)
- 1958 : The Trollenberg Terror
- 1958 : Les Diables du désert (Sea of Sand)
- 1958 : Sally's Irish Rogue
- 1959 : Home Is the Hero
- 1959 : Jack l'Éventeur (Jack the Ripper)
- 1959 : L'impasse aux violences (The Flesh and the Fiends)
- 1960 : The Siege of Sidney Street ou (The Siege of Hell Street)
- 1960 : Boyd's Shop
- 1961 : Les Chevaliers du démon (The Hellfire Club)
- 1961 : Le Secret de Monte Cristo (The Treasure of Monte Cristo)
- 1961 : Le week-end de l'épouvante (What a Carve Up!)
- 1968 : Le Saint: les créateurs de fictions (The Fiction Makers)
- 1969 : Double jeu (Crossplot)
- 1970 : Vendetta for the Saint
- 1974 : Mission: Monte Carlo
- 1974 : London Conspiracy
- 1997 : Le Saint (The Saint) Producteur exécutif

#### Télévision
- 1962-1969 : Le Saint (The Saint)
- 1964-1967 : Gideon's Way
- 1965 : The Man in a Looking Glass Producteur exécutif
- 1966-1967 : Alias le Baron (The Baron) Producteur exécutif
- 1971-1972 : Amicalement vôtre (The Persuaders!)
- 1976 : Voleurs de bijoux (The Persuaders: Sporting Chance)
- 1978-1979 : Le retour du Saint (Return of the Saint)
- 1979 : The Saint and the Brave Goose ou (Collision Course)
- 1987-1989 : CBS Summer Playhouse Coproducteur exécutif

### Réalisateur

#### Cinéma
- 1949 : Melody Club coréalisé avec Monty Berman
- 1950 : Blackout
- 1952 : 13 East Street
- 1953 : The Steel Key
- 1956 : L'ennemi invisible (Passport to Treason)
- 1959 : Jack l'Éventeur (Jack the Ripper) coréalisé avec Monty Berman
- 1960 : The Siege of Sidney Street ou (The Siege of Hell Street) coréalisé avec Monty Berman
- 1961 : Les Chevaliers du démon (The Hellfire Club) coréalisé avec Monty Berman
- 1961 : Le Secret de Monte-Cristo (The Treasure of Monte Cristo) coréalisé avec Monty Berman

#### Télévision
- 1962 : Le Saint, Saison 1 - Épisode 10 : The Golden Journey
- 1963 : Le Saint, Saison 2 - Épisode 11 : The Saint Plays with Fire
- 1964 : Le Saint, Saison 2 - Épisode 16 : The Wonderful War
- 1964 : Le Saint, Saison 2 - Épisode 27 : The Saint Sees It Through

### Scénariste

#### Cinéma
- 1948 : Date with a Dream
- 1950 : No Trace
- 1952 : 13 East Street
- 1952 : The Lost Hours
- 1954 : Impulse
- 1957 : Professor Tim
- 1958 : Blind Spot
- 1958 : Le Sang du vampire (Blood of the Vampire)

#### Télévision
- 1986 : Return to Treasure Island

### Directeur photographique

#### Cinéma
- 1959 : Jack l'Éventeur (Jack the Ripper) codirigé avec Monty Berman
- 1960 : The Siege of Sidney Street ou (The Siege of Hell Street) codirigé avec Monty Berman
- 1961 : Les Chevaliers du démon (The Hellfire Club) codirigé avec Monty Berman
- 1961 : Le Secret de Monte Cristo (The Treasure of Monte Cristo) codirigé avec Monty Berman